# 5. etape af Post Danmark Rundt 2008
Femte etape af Post Danmark Rundt 2008 var en enkeltstart som blev kørt lørdag d. 2. august med både start og mål i Kerteminde. Ruten var 14,5 km lang og foregik sammen med 4. etape både på samme dag, men også som de eneste to på Fyn.

## Resultatliste
|    | Navn                | Land           | Hold                | Tid     | Bonus |
| -- | ------------------- | -------------- | ------------------- | ------- | ----- |
| 1  | Gustav Larsson      | Sverige        | Team CSC-Saxo Bank  | 0:17.08 | 15p   |
| 2  | Steven Cummings     | Storbritannien | Barloworld          | + 0.06  | 12p   |
| 3  | Michael Blaudzun    | Danmark        | Team CSC-Saxo Bank  | + 0.09  | 10p   |
| 4  | Jakob Fuglsang      | Danmark        | Team Designa Køkken | + 0.11  | 9p    |
| 5  | Frantisek Rabon     | Tjekkiet       | Team Columbia       | + 0.11  | 8p    |
| 6  | Marco Pinotti       | Italien        | Team Columbia       | + 0.19  | 7p    |
| 7  | Tom Stamsnijder     | Holland        | Team Gerolsteiner   | + 0.24  | 6p    |
| 8  | Steven Cozza        | USA            | Team Garmin         | + 0.27  | 5p    |
| 9  | Enrico Gasparotto   | Italien        | Barloworld          | + 0.35  | 4p    |
| 10 | Tyler Farrar        | USA            | Team Garmin         | + 0.36  | 3p    |
| 11 | Jason McCartney     | USA            | Team CSC-Saxo Bank  | + 0.38  | 2p    |
| 12 | Johannes Fröhlinger | Tyskland       | Team Gerolsteiner   | + 0.47  | 1p    |